# Osieczna-Wybudowanie
Osieczna-Wybudowanie – osada w Polsce położona w województwie pomorskim, w powiecie starogardzkim, w gminie Osieczna.
Nazwa osady Osieczna-Wybudowanie oficjalnie funkcjonuje od 1 stycznia 2018 roku, wcześniej była to niestandaryzowana nazwa osady wsi Osieczna.
W latach 1975–1998 miejscowość administracyjnie należała do województwa gdańskiego.